# Condado de Wheeler (Oregón)
El condado de Wheeler (en inglés: Wheeler County) fundado en 1899 es uno de los 36 condados en el estado estadounidense de Oregón. En el 2000 el condado tenía una población de 1,547 habitantes en una densidad poblacional de 1.6 personas por km². La sede del condado es Fossil.

## Geografía
Según la Oficina del Censo, el condado tiene un área total de 4,443 km² (1,7 mi²), de la cual 4,442 km² (1,7 mi²) es tierra y 1 km² (0,4 mi²) (0.3%) es agua.

### Condados adyacentes
- Condado de Gilliam (norte)
- Condado de Morrow (noreste)
- Condado de Grant (este)
- Condado de Crook (sur)
- Condado de Jefferson (noroeste)
- Condado de Wasco (noroeste)

## Demografía
Según el censo de 2000, habían 1,547 personas, 653 hogares y 444 familias residiendo en la localidad. La densidad de población era de 1.6 hab./km². Había 842 viviendas con una densidad media de 0 viviendas/km². El 93.34% de los habitantes eran blancos, el 0.06% afroamericanos, el 0.84% amerindios, el 0.06% asiáticos, el 0.06% isleños del Pacífico, el 3.49% de otras razas y el 1.92% pertenecía a dos o más razas. El 5.11% de la población eran hispanos o latinos de cualquier raza.
Los ingresos medios por hogar en la localidad eran de $28,750, y los ingresos medios por familia eran $34,048. Los hombres tenían unos ingresos medios de $29,688 frente a los $22,361 para las mujeres. La renta per cápita para el condado era de $15,884. Alrededor del 15.60% de la población estaban por debajo del umbral de pobreza.

## Localidades
- Fossil
- Mitchell
- Spray

### Áreas no incorporadas
- Antone
- Kinzua (un pueblo fantasma)
- Richmond
- Service Creek